# Pessograptis
Pessograptis é um gênero de traça pertencente à família Agonoxenidae.